# Abisara abnormis
Abisara abnormis är en fjärilsart som beskrevs av Moore 1883. Abisara abnormis ingår i släktet Abisara och familjen Riodinidae. Inga underarter finns listade i Catalogue of Life.

## Bildgalleri

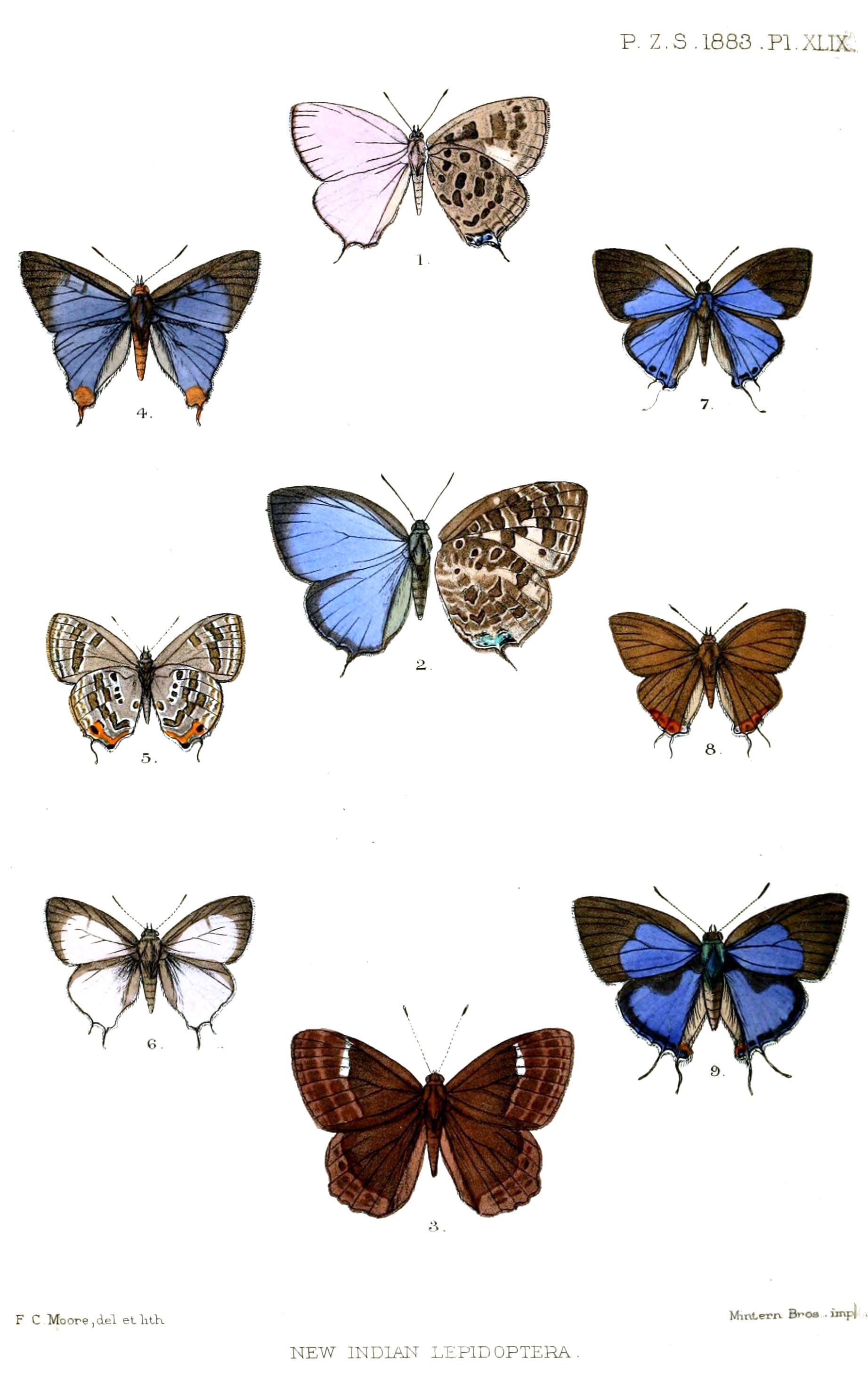